# Pokémon: Mewtwo Returns
Pokémon: Mewtwo Returns, llançada al Japó amb el títol de Pocket Monsters: Mewtwo! Ware wa Koko ni Ari: MEWTWO SAGA (ポケットモンスター ミュウツー! 我ハココニ在リ MEWTWO SAGA, Poketto Monsutā: Myuutsū! Ware wa Koko ni Ari MEWTWO SAGA, Pocket Monsters: Mewtwo! I Am Here MEWTWO SAGA) és una pel·lícula d'anime emesa originalment com a episodi especial de la sèrie Pokémon. És la segona part de Pokémon: The First Movie.